# Salvador (station)
Salvador är en tunnelbanestation i tunnelbanesystemet Metro de Santiago de Chile i Santiago, Chile. Stationen ligger på Linje 1 (Línea 1) och invigdes den 31 mars 1977. Den nästföljande stationen i riktning mot Escuela Militar är Manuel Montt och i riktning mot San Pablo är det Baquedano. Stationen ligger under korsningen mellan Avenida Providencia och Eliodoro Yáñez i kommunen Estación Central.
Stationen har fått namn av att tunnelbaneuppgångne ligger i närheten av avenyn avenida Salvador, som har fått namnet av sjukhuset Hospital del Salvador som ligger ett par kvarter från avenyn.